# Glauber Rocha
Pour les articles homonymes, voir Glauber et Rocha (homonymie).
Glauber Rocha, né le 14 mars 1939 à Vitória da Conquista (Bahia, Brésil) et mort le 22 août 1981 à Rio de Janeiro (Brésil), est un réalisateur, scénariste, acteur, monteur, compositeur et producteur de cinéma brésilien. Leader du cinéma Novo, la nouvelle vague brésilienne, il a également beaucoup écrit sur le cinéma comme journaliste et polémiste.

## Biographie
Glauber Rocha est né le 14 mars 1939 à Vitória da Conquista dans l'État de Bahia au Brésil. Sa famille déménage à Salvador de Bahia lorsqu'il a neuf ans. Il étudie dans une école presbytérienne, s'intéresse aux arts, et plus particulièrement au théâtre et au cinéma. Il travaille comme critique de cinéma, devient assistant réalisateur, tourne des courts métrages, puis réalise son premier long métrage Barravento en 1962 avec Torquato Neto.
Son deuxième long métrage Le Dieu noir et le Diable blond, présenté au Festival de Cannes en 1964, est acclamé dans le monde et ouvre la trilogie de la Terre complétée par les films Terre en transe (1967) et Antonio das Mortes (1969). Il remporte avec le premier le Prix FIPRESCI de la Critique Internationale au Festival de Cannes 1967, et avec le second le Prix de la mise en scène au Festival de Cannes 1969. C'est avec ses films qu'il s'impose comme le chef de file du cinéma Novo : la nouvelle vague brésilienne.
Ces films sont renommés pour leurs thèmes fortement politiques combinés le plus souvent à des éléments mystiques et folkloriques.
Après le coup d'État de 1964, il quitte son pays en 1971, et vit en Espagne, au Chili, au Portugal.
Durant cet exil, il continue à tourner des films qui sont plus expérimentaux et avant-gardistes que ses films brésiliens. Au cours de cette période, entre 1973 et 1975, il est en couple avec l'actrice française Juliet Berto.
Atteint d'une infection pulmonaire, Il est interné dans un hôpital proche de Lisbonne (Portugal) le 6 août 1981, et retourne finalement au Brésil le 21 août 1981. Il meurt le lendemain, 22 août 1981, à la clinique Balbina, dans le quartier de Botafogo à Rio de Janeiro, à l'âge de 42 ans.

## Filmographie

### Réalisateur

#### Longs Métrages
- 1962 : Barravento
- 1964 : Le Dieu noir et le Diable blond (Deus E o Diabo na Terra do Sol)
- 1967 : Terre en transe (Terra em Transe)
- 1969 : Antonio Das Mortes (O Dragão da Maldade contra o Santo Guerreiro)
- 1970 : Cabezas cortadas
- 1970 : Le Lion à sept têtes (Der Leone Have Sept Cabeças)
- 1972 : Câncer
- 1973 : História do Brasil (documentaire)
- 1975 : Claro
- 1979 : Jorge Amado no Cinema (documentaire)
- 1980 : L'Âge de la Terre (A Idade da Terra)

#### Courts Métrages
- 1959 : Pátio
- 1959 : A Cruz na Praça
- 1965 : Amazonas, Amazonas (documentaire)
- 1966 : Maranhão 66 (documentaire)
- 1975 : Claro
- 1977 : Di Cavalcanti (documentaire)

### Scénariste
Glauber Rocha est scénariste de toutes ses réalisations.
- 1967 : Garota de Ipanema de Leon Hirszman

### Producteur
- 1961 : A Grande Feira de Roberto Pires
- 1964 : Le Dieu noir et le Diable blond (Deus E o Diabo na Terra do Sol)
- 1965 : Menino de Engenho de Walter Lima Jr.
- 1966 : A Grande Cidade de Carlos Diegues
- 1967 : Terre en transe (Terra em Transe)
- 1969 : Antonio Das Mortes (O Dragão da Maldade contra o Santo Guerreiro)
- 1969 : Brasil Ano 2000 de Walter Lima Jr.
- 1972 : Câncer
- 1980 : L'Âge de la Terre (A Idade da Terra)

### Acteur
- 1961 : A Grande Feira de Roberto Pires
- 1965 : Simon du désert (Simón del desierto) de Luis Buñuel
- 1970 : Le Vent d'est de Jean-Luc Godard (Groupe Dziga Vertov)
- 1971 : O Rei dos Milagres de Joel Barcellos (en)
- 1975 : Claro

### Monteur
- 1969 : O Leão de Sete Cabeças
- 1973 : História do Brasil

### Compositeur
- 1964 : Le Dieu noir et le Diable blond (Deus E o Diabo na Terra do Sol)

## Récompenses et distinctions
- 1967 : Prix FIPRESCI de la Critique Internationale au Festival de Cannes pour Terre en transe
- 1969 : Hibou d'or du meilleur réalisateur pour Antonio Das Mortes
- 1969 : Prix de la mise en scène au Festival de Cannes pour Antonio Das Mortes